# Андерссон, Конни
Ко́нни А́ндерссон (швед. Conny Andersson, родился 28 декабря 1939 года, Алингсос, лен Эльвсборг (ныне в лене Вестра-Гёталанд) — шведский автогонщик, чемпион шведской Формулы-3 1972 и 1974 годов, принимал участие в пяти гран-при Формулы-1. За два сезона (1976—1977 лишь раз смог пробиться сквозь сито квалификации, но до финиша так и не добрался.

## Биография
Помимо юношеских выступлений в мотокроссе, до определённого момента Конни гонками не занимался вовсе — на это банально не хватало времени, нужно было заботиться о семье, а также помогать отцу в его автомобильном бизнесе. Но после визита в школу гоночного мастерства он увлёкся автогонками и вскоре принял участие в соревнованиях Формулы-Vee. Несколько лет торговли подержанными автомобилями позволили скопить достаточно денег, на которые Андерссон приобрёл автомобиль Brabham BT21, пригодный для выступления в Формуле-3. Участие в шведском чемпионате данного класса, начавшееся в 1970 году, продлилось необычно долго — аж до 1976 года. За это время он успел дважды стать чемпионом, в 1972 и 1974 годах, а в 1973 и 1975 становился вторым. Конни стал до такой степени завсегдатаем шведской Формулы-3, что на него стали ориентироваться при оценке способностей новичков. Продвижению вперёд мешало отсутствие финансов, а также нежелание самого гонщика забросить все дела ради гонок.
В 1975 году ему удалось найти спонсора, готового оплатить его участие в европейском чемпионате всё той же Формулы-3. В первых же гонках он вышел на первые роли — например, он победил в Монте-Карло, но из-за фальстарта был наказан штрафом в минуту. Следует заметить, что его преимущество было настолько велико, что даже с таким штрафом он был классифицирован четвёртым. Позднее он победил в шведском этапе европейского чемпионата, но уступил титул Ларри Перкинсу в самом конце сезона. Параллельно Конни продолжал соревноваться в национальном чемпионате. Следующий, 1976 сезон принёс шведу четыре победы на этапах Чемпионата Европы, но титул от него вновь ускользнул — на этот раз к Риккардо Патрезе.
Успехи Андерссона ещё в 1975 году привлекли к нему внимание Джона Сертиса — он пригласил шведа на короткие тесты в Гудвуде. Заключить контракт на полный сезон, тем не менее, не удалось — особых талантов Конни не показывал, да и возраст в 36 лет для дебютанта был великоват. И всё же, Сёртис предоставил ему место в автомобиле своей команды — на Гран-при Нидерландов 1976 года он вышел на старт. Квалификацию он закончил на последнем месте, проиграв не так и много — 0,3 секунды ближайшему сопернику и всего лишь 3,4 секунды обладателю поула. В гонке же продержался он недолго — только до девятого круга, после чего старенький мотор его автомобиля сломался.
Произведённые на волне текущих успехов в Ф-3 поиски места на следующий сезон не увенчались успехом — так, Хескет вместо Андерссона взял Эктора Ребаке. Причиной были большей частью финансовые сложности — у всех теоретически готовых принять шведа команд с деньгами было совсем плохо, а спонсоров, желающих его поддержать, не находилось. Все же, в середине сезона освободилось место в BRM — давнишний соперник по Ф-3 Ларри Перкинс расторг отношения с командой, недовольный как коллективом вообще, так и автомобилем в частности. Андерссону австралиец также советовал не связываться с этой британской командой, но на закате карьеры шведу годилась любая возможность принять участие в Формуле-1.
На первом этапе в Испании автомобиль сломался почти сразу после начала тренировок. Второй день также не дал возможности попрактиковаться — заклинило коробку передач. Квалификацию он, соответственно, не прошёл. Следующий же этап в Монако и вовсе кончился не начавшись — организаторы просто не приняли заявку от команды. В Бельгии Конни спалил два мотора, но почти дотянулся до стартового поля — не хватило всего 0,8 секунды. Попутно он опередил фаворита местных болельщиков Бернара де Дривера и того самого Ребаке, занявшего место в Хескете. На своём этапе в Швеции проблемы с моторами продолжились — один растерял все масло, второй заклинило. Команда привезла на самолёте ещё один двигатель, но и он не помог — проблемы с подачей масла никуда не делись и пройти квалификацию вновь не удалось. То же самое случилось и во Франции.
Проблемы с двигателем в принципе не позволяли команде за что-либо бороться. Как отмечал сам Конни:

У нас нет возможности работать над шасси и улучшать автомобиль — каждый раз мешают проблемы с двигателем. Нельзя работать над настройками шасси, если двигатель сгорел…
Оригинальный текст (англ.)We never had the chance to work on the chassis and try to develop the car. Every time the engine problems intervened. And it is hard for me to tell them to work on the handling when the engine is broke...

Видя отсутствие как результатов, так и перспектив к их улучшению, Конни предпочёл прекратить платежи и покинул команду, закончив вместе с тем и собственную карьеру. Пришедшие ему на замену Гай Эдвардс и Тедди Пилетт тоже не смогли ничего предпринять.

## Результаты выступлений в Формуле-1
| Легенда к таблице |                                                                    |
| --- | ------------------------------------------------------------------ |
| В таблице перечислены результаты всех Гран-при Формулы-1, в которых принимал участие гонщик. Строками таблицы являются сезоны, столбцами — этапы чемпионата мира. В каждой клетке указаны сокращённое название этапа и результат, дополнительно обозначенный цветом. Расшифровка обозначений и цветов представлена в нижеследующей таблице. |                                                                    |
| \| Пример \| Описание \| \| ------------ \| ------------------------------------------------------------------ \| \| 1 \| Победитель \| \| 2 \| Второе место \| \| 3 \| Третье место \| \| 5 \| Финишировал, заработав очки \| \| Сход \| Не финишировал, но при этом заработал очки \| \| 12 \| Финишировал, не получив очков \| \| НКЛ \| Финишировал, но не попал в финальную классификацию \| \| 15 \| Участвовал вне зачёта, либо по отдельной классификации \| \| 18 \| Не финишировал, но попал в финальную классификацию \| \| Сход \| Не финишировал \| \| НКВ \| Не прошёл квалификацию \| \| НПКВ \| Не прошёл предквалификацию \| \| ДСК \| Дисквалифицирован \| \| ИСК \| Исключён из протокола соревнований \| \| ТТ \| Заявлен для участия только в тренировках \| \| НС \| Участвовал в квалификации, но не стартовал в гонке \| \| Т \| Травмирован или болен \| \| ОТК \| Отказ от участия \| \| НТР \| Прибыл на соревнования, но на трассу не выезжал \| \| НПР \| Был заявлен в числе участников, но не прибыл к началу соревнований \| \| О \| Соревнования отменены \| \| \| Не участвовал \| \| Поул-позиция \| \| \| Быстрый круг \| \| |                                                                    |
| Пример | Описание                                                           |
| 1 | Победитель                                                         |
| 2 | Второе место                                                       |
| 3 | Третье место                                                       |
| 5 | Финишировал, заработав очки                                        |
| Сход | Не финишировал, но при этом заработал очки                         |
| 12 | Финишировал, не получив очков                                      |
| НКЛ | Финишировал, но не попал в финальную классификацию                 |
| 15 | Участвовал вне зачёта, либо по отдельной классификации             |
| 18 | Не финишировал, но попал в финальную классификацию                 |
| Сход | Не финишировал                                                     |
| НКВ | Не прошёл квалификацию                                             |
| НПКВ | Не прошёл предквалификацию                                         |
| ДСК | Дисквалифицирован                                                  |
| ИСК | Исключён из протокола соревнований                                 |
| ТТ | Заявлен для участия только в тренировках                           |
| НС | Участвовал в квалификации, но не стартовал в гонке                 |
| Т | Травмирован или болен                                              |
| ОТК | Отказ от участия                                                   |
| НТР | Прибыл на соревнования, но на трассу не выезжал                    |
| НПР | Был заявлен в числе участников, но не прибыл к началу соревнований |
| О | Соревнования отменены                                              |
| | Не участвовал                                                      |
| Поул-позиция |                                                                    |
| Быстрый круг |                                                                    |

| Сезон | Команда                    | Шасси        | Двигатель                | Ш | 1   | 2   | 3   | 4   | 5       | 6   | 7       | 8       | 9       | 10  | 11  | 12       | 13  | 14  | 15  | 16  | 17  | Место | Очки |
| ----- | -------------------------- | ------------ | ------------------------ | - | --- | --- | --- | --- | ------- | --- | ------- | ------- | ------- | --- | --- | -------- | --- | --- | --- | --- | --- | ----- | ---- |
| 1976  | Team Surtees               | Surtees TS19 | Ford Cosworth DFV 3,0 V8 | G | БРА | ЮАР | СШЗ | ИСП | БЕЛ     | МОН | ШВЕ     | ФРА     | ВЕЛ     | ГЕР | АВТ | НИД Сход | ИТА | КАН | США | ЯПО |     | —     | 0    |
| 1977  | Rotary Watches Stanley BRM | BRM P207     | BRM P202 3,0 V12         | G | АРГ | БРА | ЮАР | СШЗ | ИСП НКВ | МОН | БЕЛ НКВ | ШВЕ НКВ | ФРА НКВ | ВЕЛ | ГЕР | АВТ      | НИД | ИТА | США | КАН | ЯПО | —     | 0    |